# Planet Hot Wheels
Planet Hot Wheels era un juego de carreras multijugador masivo en línea creado por los promotores de Hot Wheels y Mattel, empresa matriz de Hot Wheels. Sin embargo, en 2004, después de mostrar un mensaje en el sitio durante casi un año de que el Planeta Hot Wheels volvería, Hot Wheels elimina permanentemente el juego desde el sitio web sin previo aviso emitido a sus jugadores. Muchos seguidores de las reglas del juego de Hot Wheels y las especulaciones se han hecho acerca de por qué el juego se retiró, pero Mattel no ha hecho ninguna declaración oficial.
Muchos jugadores disfrutaron del juego de carreras virtuales debido a las características de la historia de la carretera 35 y debido a su uso de modelos de Hot Wheels del mundo real y la posibilidad de actualizar sus vehículos con calcomanías, trabajos de pintura, armas y otros componentes variados. Para conseguir estas piezas los jugadores podían comprar especialmente coches marcados de Hot Wheels e introducir un código para obtener un elemento. Los usuarios también podían correr y jugar minijuegos para ganar créditos, la moneda de Planet Hot Wheels, y comprar artículos con ellos.

## Expansiones
Mattel lanzó 6 coches de energía y cada uno vino con un CD y unos niveles por cada CD recogido. Cuando todos sean reunidos por un jugador sería galardonado con una pista de versión especial y podía correr en dicha pista.[cita requerida]
Los desarrolladores pretenden lanzar un editor de pistas para el juego. Esto permitiría a los jugadores construir su propia pista de carreras y la raza con la gente en su lista de amigos. Sin embargo, esta característica sólo apareció en un formulario único para cada jugador en el sitio, y la pista más compleja que sea creada por un usuario podría otorgar más créditos al ganador.[cita requerida]

### Características
En los archivos del juego, existe una aplicación llamada "Carena". Esto incluye temas originales de Planet Hot Wheels, y la eliminación de la función para elegir su coche. Si decide jugar solo, el coche empezará a gobernar y conducir hacia atrás. Si tienes que elegir al menos dos jugadores, este "error" es fijo.
También en el juego principal, hay dos "bonus tracks" llamados "loopcheck" y "newcheck".
- Datos: Q7201109